# František Kopecký
František Kopecký SDB (* 17. Mai 1931 in Halenkov, Tschechoslowakei; † 17. August 2023 in Benediktbeuern) war ein tschechischer Ordensgeistlicher und römisch-katholischer Moraltheologe.

## Leben
František Kopecký legte die erste Ordensprofess am 16. August 1949 ab. In den 1960er Jahren reiste er nach Italien aus. Am 21. Dezember 1968 wurde er zum Priester geweiht. 1975 wurde er Dozent an der Philosophisch-Theologischen Hochschule Benediktbeuern im oberbayerischen Benediktbeuern. Dort erhielt er 1989 einen moraltheologischen Lehrstuhl, den er bis 1999 innehatte. Erst nach der politischen Wende von 1989 konnte er nach Tschechien zurückkehren, wo er teilweise auch tätig war. Seine Forschungsschwerpunkte waren die Moraltheologie des Mittelalters und der Aufklärungszeit.

## Schriften (Auswahl)
- Moraltheologie im aufgeklärten theresianisch-josephinischen Zeitalter. Sittliche Bildung und Ausgestaltung der Morallehre zum eigenständigen systematischem Lehrfach (= Moraltheologische Studien. Band 11). EOS-Verlag, St. Ottilien 1991, ISBN 3-88096-446-7 (zugleich Habilitationsschrift, Wien 1987).